# Evektion
Evektionen (latin för bära iväg) är den största avvikelsen hos månens rörelse runt jorden som åstadkoms av gravitationen från solen, se trekropparsproblemet. Evektionen (formellt kallad månens andra anomali) var känd redan i antiken och dess upptäckt brukar tillskrivas Ptolemaios.  Namnet "evektion" uppstod mycket senare, på 1800-talet: det introducerades av Bullialdus i samband med hans egen (misslyckade) månteori.
Evektionen får månens ekliptiska longitud att variera med approximativt ± 1,274° (grader), med en period på omkring 31,8 dygn. Evektionen i longitud ges av uttrycket
{\displaystyle +4586.45''\sin(2D-l)\,}
där {\displaystyle D} är månens medel-elongation och {\displaystyle l} är månens medelanomali.
Evektionen kan anses uppkomma ur en approximativt sex-månaders periodisk variation av excentriciteten hos månens bana och en libration med en liknande period i positionen hos månens perigeum, orsakad av solens gravitation.
Evektionen motverkar månens elliptiska avvikelse vid nymåne och fullmåne, och förstärker den elliptiska avvikelsen vid halvmåne.  Detta syns om man kombinerar den elliptiska avvikelsens huvudterm med evektionen:
{\displaystyle +22639.55''\sin l+4586.45''\sin(2D-l)\,} . 
Vid nymåne och fullmåne (D=0° eller 180°) är 2D effektivt noll i bägge fallen och det kombinerade uttrycket reduceras till:
{\displaystyle +(22639.55-4586.45)''\sin l\,} . 
Vid halvmåne (D=90° eller 270°) är 2D effektivt 180° i bägge fallen, och detta får evektionen att byta tecken så att den reducerade formeln blir:
{\displaystyle +(22639.55+4586.45)''\sin l\,} .